# Peter Egger (Ökonom)
Peter Egger (* 23. September 1969 in Steyr) ist ein österreichischer Wirtschaftswissenschaftler. Er ist Professor für Applied Economics an der ETH Zürich.

## Leben
Peter Egger studierte Philosophie und Volkswirtschaftslehre in Linz. 2001 folgte ebenfalls in Linz die Promotion im Fach Volkswirtschaftslehre und die Habilitation an der Universität Innsbruck. Stationen seiner Tätigkeit waren:
- 1996–1997 Forschungstätigkeit am Wiener Institut für internationale Wirtschaftsvergleiche (WIIW).
- 1997–2001 Forschungstätigkeit am Österreichischen Institut für Wirtschaftsforschung (WIFO).
- 1997–2001 Dozent für Makroökonomie und Mikroökonomie an der Universität Linz.
- 2001–2002 Assistenzprofessor an der Universität Innsbruck.
- 2002–2004 Ausserordentlicher Professor an der Universität Innsbruck.
- 2003–2004 Gastforscher am Kellogg Institute, University of Notre Dame, Indiana, USA.
- 2004–2009 Professor für Volkswirtschaftslehre an der Ludwig-Maximilians-Universität München, Deutschland.
- 2004–2008 Leiter des Bereichs Umwelt und Verkehr am ifo-Institut für Wirtschaftsforschung, München.
- 2008–2009 Leiter des Bereichs Außenhandel und ausländische Direktinvestitionen am ifo-Institut für Wirtschaftsforschung, München.

Peter H. Egger ist seit 2009 Professor für angewandte Wirtschaftsforschung bei der Konjunkturforschungsstelle (KOF) im Departement Management, Technologie und Ökonomie. Im selben Jahr übernahm er die Leitung des KOF-Forschungsbereichs Strukturwandel und Innovation.

## Werk
Peter H. Eggers Forschungsschwerpunkte liegen in den Bereichen angewandte und theoretische Panelökonometrie, angewandte und theoretische internationale und regionale Wirtschaftsforschung, industrielle Organisation und multinationale Konzerne.
Er hat in bedeutenden Fachzeitschriften publiziert, darunter im European Journal of Political Economy, im European Economic Review und in Regional Science and Urban Economics.
Beim Handelsblatt Ökonomen-Ranking 2013, das seit dem Jahr 2006 die Forschungsleistung der VWL-Fakultäten im deutschsprachigen Raum anhand international gängiger Kriterien bewertet, belegte Peter Egger in der Kategorie Top-Ökonomen Rang 3 von 124 Rängen in der Gesamtwertung und gemessen an den Punkten pro Publikation belegte er mit 0,1 Punkten gemeinsam mit drei weiteren Ökonomen Rang 118 von 124.
Im Jahre 2013 veröffentlichte Peter Egger im Auftrag von Economiesuisse eine Studie zu einem möglichen Atomausstieg der Schweiz, die insbesondere medial hohe Wellen schlug, da diese einen Einbruch des realen BIP von 25 Prozent im Falle eines Ausstiegs der Schweiz aus der Atomenergie prognostizierte. Kritisiert wurde die Studie insbesondere wegen fehlerhafter Annahmen über die Rolle des technologischen Fortschritts und der Verwendung veralteter Daten.

## Preise und Auszeichnungen
- 2011: Gossen-Preis des Vereins für Socialpolitik[4]
- 2001: Young Economist Award der Nationalökonomischen Gesellschaft.[2]

## Kontroverse
Im Jahre 2015 führte Peter Egger das Handelsblatt Ranking an, dies jedoch ohne eine Publikation in der Kategorie mit Wertung A+. Mit einer Punktezahl von 0,11 Punkten pro Publikation liegt er hinsichtlich der durchschnittlichen Relevanz seiner Beiträge im Handelsblattranking auf Platz 73 der 100 produktivsten Wirtschaftswissenschaftler im deutschsprachigen Raum.